# DJ 엉클
DJ 엉클(본명: 유백열, 영어: DJ Unkle)은 대한민국의 디스크자키이다. 2017년까지 활동하는 대한민국 출신의 디스크자키 중에서는 최고령이며, 가장 활동 기간이 긴 사람으로 알려져 있다. 그의 예명인 DJ 엉클도 여기서 유래했으며, 다만 자신이 한국인이라는 것을 강조하기 위해 아저씨를 뜻하는 영어 어휘 uncle에서 c를 k로 바꾼 'Unkle'을 예명의 공식 영어 표기로 하였다.

## 생애 및 활동 내역
대한민국에서 태어난 그는 소년 시절에 주한 미군 부대 내의 클럽에서 일하면서 디스크자키로서의 경험을 쌓았고, 이를 바탕으로 1977년에 서울특별시 영등포구에 위치한 돌체 음악 다방이라는 카페에서 디스크자키로서 정식으로 데뷔하였다. 이후 대한민국 최초의 일렉트로니카 전문 클럽인 M.I.를 포함해 M2, 옥타곤 등의 여러 클럽에서 디스크자키로 활동하였고, 2004년에 정규 앨범인 《Electronic Information》을 발매했다. 현재는 대한민국의 서울특별시에 있는 두 클럽인 M2와 엘루이 클럽의 경영자이다.

## 음반 활동

### 정규 앨범
- 《Electronic Information》 (2004년)

### 참여 음반
- 《Millenium Carol》 (1999년)
- 《Happy Christmas Last Christmas》 (2001년)
- 《My Reality》 (2005년)